# 北遂安左郡
北遂安左郡，中国南北朝时设置的郡。
南朝齐武帝永明三年（485年）之前置北遂安左郡，属郢州。治所在湖北省东部长江北之地，下辖东城县、绥化县、富城县、南城县、新安县。应为侨置遂安郡所置。永明六年（488年），齐朝以督护北遂安左郡太守田驷路为试守北遂安左郡太守。南梁、南陈废北遂安左郡。